# EUMETNET
EUMETNET (European National Meteorological Services) er en organisation bestående af europæiske meteorologiske institutter. Organisationen blev grundlagt i 1995 som et uformelt netværk, og derefter blev un Groupement d'intérêt économique (GIE) i 2009. Eumetnet har sit hovedkvarter i Bruxelles.
I begyndelsen af 2014 Eumetnet havde 31 medlemmer.